# FIFI (avion)
Le FIFI est un Boeing B-29A-60BN Superfortress appartenant à la Commemorative Air Force ; il est l'un des deux B-29 en état de vol au monde[Quand ?], l'autre étant le Doc de l'association Doc's Friends. Livré aux forces aériennes américaines en juillet 1945, dans les dernières semaines de la Seconde Guerre mondiale, l'avion est l'un des derniers exemplaires construits ; après la fin du conflit, il est utilisé aussi bien dans les unités d'entraînement que dans celles de bombardement. Il finit sa carrière au complexe militaire de China Lake, appartenant à la Navy, où il est abandonné jusqu'au début des années 1970.
Il revole en 1971 (uniquement pour un convoyage vers le Texas), puis les travaux de restauration  sont repris. Il est renommé FIFI en 1974. Il est utilisé pour le tournage de plusieurs films au cours des années 1980 et 1990. En 2006, en raison de problèmes répétés sur ses moteurs, FIFI arrête de participer à des shows aériens. Il peut voler à nouveau en 2010, après avoir reçus de nouveaux moteurs, reconstruits avec des pièces de versions plus tardives du R-3350, utilisées sur des avions de la guerre du Vietnam.